# Baudemont
Baudemont – miejscowość i gmina we Francji, w regionie Burgundia-Franche-Comté, w departamencie Saona i Loara.
Według danych na rok 1990 gminę zamieszkiwało 641 osób, a gęstość zaludnienia wynosiła 80 osób/km² (wśród 2044 gmin Burgundii Baudemont plasuje się na 370. miejscu pod względem liczby ludności, natomiast pod względem powierzchni na miejscu 1047.).